# Francesca Del Rio
Francesca Del Rio (Bibbiano, 1º marzo 1925 – Bibbiano, 30 novembre 2008) è stata una partigiana italiana, medaglia d'oro al merito civile (alla memoria).

## Biografia
Nasce nel 1925 da una famiglia di origine antifascista. Il padre, quando Francesca ha dieci anni, viene aggredito e picchiato duramente dalle squadre fasciste. Muore nel 1940 senza riprendersi più pienamente, dopo "un calvario durato cinque anni". Anche in seguito a questa vicenda personale, l'8 settembre, all'età di 18 anni, Francesca Del Rio aderisce come staffetta alla 144ª Brigata Garibaldi "Antonio Gramsci", attiva in Val d'Enza, con il nome di battaglia "Mimma".
L'11 dicembre del 1944, a seguito della delazione di un fascista locale, amico di famiglia, viene catturata e incarcerata nella caserma a Ciano d'Enza, dove si trova un'unità specializzata del comando nazista della lotta antipartigiana (Lehrstab für Bandenbekämpfung), responsabile con i fascisti della 79ª Legione della Guardia Nazionale Repubblicana della strage di Legoreccio del 17 novembre 1944.
Nella caserma, uno dei più temuti luoghi di interrogatorio, maltrattamenti e sevizie, Mimma, che è in attesa di un figlio, subisce ripetute torture e mutilazioni, senza mai rivelare i nomi dei suoi compagni.
A circa un mese dall'arresto, il 9 gennaio 1945 riesce a fuggire da una finestrella della latrina, calandosi dalla grondaia. Scalza, seminuda e insanguinata, dopo un percorso nella neve, trova riparo in una casa di contadini a Grassano. Da lì riesce a raggiungere Vetto e a ricongiungersi al comando partigiano della 144ª Brigata Garibaldi.
Riprende l'attività resistenziale assicurando collegamenti, approvvigionamenti e comunicazioni. Con l'amica partigiana Teresa Vergalli, nome di battaglia "Anuska", assume anche il compito di parlare con le altre donne "per prepararle al governo democratico che sarebbe venuto dopo la guerra, prepararle ad affrontare la nuova situazione che sarebbe giunta". Il figlio che partorisce in aprile sopravviverà solo per alcune ore.
Il 10 aprile 1945, quando San Polo d'Enza viene liberato, si racconta della presenza di una ragazza a cavallo alla testa del corteo dei partigiani scesi dalla montagna. Non era una scenografia voluta: durante la sua fuga dalla caserma Ciano, correndo scalza sulla neve, Mimma aveva subito il congelamento dei piedi, un danno con cui avrebbe dovuto convivere per tutta la vita.
Dopo la Liberazione Francesca Del Rio si è sposata e ha avuto tre figli. Ha fatto per un periodo la parrucchiera e per accedere a una diversa professione ha ricominciato a studiare, conseguendo la licenza media. Per tutta la vita non ha mai voluto parlare delle torture subite. Solo su sollecitazione dell'amica Teresa Vergalli e di altri abitanti della zona ha ammesso con reticenza e pudore alcuni dettagli, raccolti nella sua intervista documentario.
È morta a Bibbiano nel 2008.

## Intitolazioni
L'8 marzo 2019 il comune di Bibbiano ha intestato una piazza a Francesca del Rio.

### Documentario
Storia di Mimma, partigiana più forte di ogni violenza: "Incinta, fui seviziata dai nazisti", La Repubblica, 8 marzo 2019. URL consultato il 24 aprile 2021.